# Lugaid Lága
Lugaid Lága ['Luɣið 'Laːɣa] ist im Finn- und im Mythologischen Zyklus der keltischen Mythologie Irlands der Name eines Sagenhelden.
Lugaid Lága ist der Bruder des Königs Ailill Aulom. In der Erzählung Cath Maige Mucrama („Die Schlacht von Mag Mucrama“) kämpft er an der Seite von Lugaid mac Con. Später ist er Gefolgsmann von Cormac mac Airt. Im Finn-Zyklus gilt er als hervorragender Kämpfer in der Fianna von Fionn mac Cumhaill.
Ein anderer Lugaid wird in der Erzählung Aided Chon Culainn („Der Tod Cú Chulainns“) genannt. Er ist ein Verbündeter Erc mac Cairbri Niad-Fers und Todfeind Cú Chulainns, tötet diesen mit einem Speerwurf und schlägt ihm den Kopf ab. Conall Cernach rächt später den Tod seines Ziehbruders an den Mördern.